# Milișăuți
Milișăuți is een stad (oraș) in het Roemeense district Suceava. De stad telt 8433 inwoners (2002).
De 15e-eeuwse Sint-Procopiuskerk met rijke fresco's werd volledig verwoest tijdens de Eerste Wereldoorlog.